# Baszkówka
Baszkówka – wieś sołecka w Polsce położona w województwie mazowieckim, w powiecie piaseczyńskim, w gminie Piaseczno.
W latach 1975–1998 miejscowość administracyjnie należała do województwa warszawskiego.
We wsi 25 sierpnia 1994 spadł jeden z najsłynniejszych polskich meteorytów – meteoryt Baszkówka.